# 테오 메이여르 (유도 선수)
테오도뤼스 요하네스 메이여르(네덜란드어: Theodorus Johannes Meijer, 1965년 2월 18일~)는 네덜란드의 전직 유도 선수이다. 1992년 하계 올림픽 남자 하프헤비급에서 동메달을 획득했으며 세계 선수권 대회에서 은메달 1개를 획득했다.